# Paris-Égreville
Paris-Égreville est une course cycliste française qui relie la Capitale et la commune d'Égreville, dans le département de Seine-et-Marne. Organisée entre 1965 et 1974, elle est réservée aux cyclistes amateurs durant toute son existence.

## Palmarès
| Année | Vainqueur            | Deuxième         | Troisième            |
| ----- | -------------------- | ---------------- | -------------------- |
| 1965  | André Desvages       | Moya             | Jean-Pierre Ducasse  |
| 1966  | Jean Sadot           | André Mézières   | José Samyn           |
| 1967  | Jean-Claude Le Dortz | André D'Hoker    | Daniel Gouverneur    |
| 1968  | Jean-Jacques Cornet  | J. Surano        | Patrick Charron      |
| 1969  | Pierre Tosi          | Taïarol          | Michel Demore        |
| 1970  | Daniel Sanquer       | Roger Gilson     | Nibeau               |
| 1971  | Serge Guyot          | Pierre Tosi      | Dominique Guénolé    |
| 1972  | Jean-Paul Richard    | Patrick Chardon  | Oliivier             |
| 1973  | Jean-Paul Richard    | (Didier ?) Godet | Richard Kindelberger |
| 1974  | Alain Meunier        | Hubert Arbès     | Guy Leleu            |